# Смит, Расти
Расти Смит (англ. Rusty Smith; род. 27 августа 1979 года в Сансет-Бич, штат Калифорния, США) — американский конькобежец, выступающий в шорт-треке; участвовал на Олимпийских играх 1998. бронзовый призёр Олимпийских игр 2002 года на 500 м и 2006 года в эстафете. Чемпион мира 2001 года в эстафете.

## Биография
Расти Смит был назван в честь звезды бейсболиста Расти Стауба. Он начал кататься на коньках в возрасте 12 лет и занимался фигурным катанием по наставлению матери. Но вскоре перешёл в шорт-трек. Сначала тренировался под руководством первого тренера Джерри Сирча. В 1995 году тренировался в Колорадо-Спрингс у Сьюзен Эллис и Вилмы Бомстры, позже у китайского специалиста Ли Янь. Из Лос-Анджелеса Расти переехал в Лейк-Плэсид для полноценных тренировок. В 1997 году он участвовал на юниорском чемпионате мира в США и выиграл бронзу на 1000 м. в суперфинале на 1500 м и серебряные медали на 1500 м и в многоборье.
В 1998 году Расти впервые принимал участие на Олимпийских играх в Нагано, где занял 22 место на 500 м и 13-е на 1000 м, в эстафете сборная США заняла 6-е место. В том же году он стал чемпионом страны в многоборье. В 2000 году на  играх Доброй воли в Лейк-Плэсиде стал третьим на 500 м. На следующий год на чемпионате мира в Чонджу Расти и его партнёры Даниэль Вайнштейн,  Антон Аполо Оно, Рон Бьондо выиграли золотую медаль в эстафете. В 2002 году на Олимпийских играх в Солт-Лейк-Сити Расти выступал на дистанции 500 м и выиграл бронзу, уступив первые два места канадцам  Марку Ганьону и  Джонатану Гильметту., на 100 м он стал 9-м, на 1500 - 6-м, а в эстафете стал 4-м. Через месяц на чемпионате мира в Монреале вновь в эстафете занял 3-е место.
В 2003 году на чемпионате мира стал 17-м в многоборье, 2004 - 18-м, в сезонах 2004/05 и 2005/06 годах на Кубке мира в эстафете выиграл золотые медали. Всего с 2001 по 2006 года на Кубке мира выиграл 2 золотых, 3 серебряных и 11 бронзовых наград. На Олимпийских играх в Турине Расти участвовал на 1000 м, вышел в финал и боролся за призы, но остался только на 4-м месте. Но в эстафете всё-таки выиграл свою вторую Олимпийскую бронзу. После игр на мировом первенстве в Миннеаполисе снова в эстафете оказалась бронза. После чемпионата он завершил карьеру.

## После спорта
После ухода из спорта Расти Смит служил послом конькобежного спорта, был представителем корпорации, школ, благотворительных организации. В июле 2006 года он начинает работать в компании Cushman & Wakefield в Лос-Анджелесе, занимающейся продажами коммерческой недвижимости. Сейчас он работает исполнительным директором в компании.
Летом 2012 года у матери Расти Смита в городе  Артезии похитили две бронзовые Олимпийские медали Расти.